# Casimir Chardel
Casimir Marie Marcellin Pierre Célestin Chardel (Rennes, 21 mai 1777 - Paris, 9 février 1847) est un magistrat et homme politique français du XIXe siècle.

## Biographie
Casimir Marie Marcellin Pierre Célestin Chardel naît le 21 mai 1777 à Rennes. Il est le fils d'Hervé Célestin Chardel, avocat au parlement de Paris, et de son épouse, Perrine de Roche. 
Après des études droit, Casimir Chardel entre dans la magistrature.
Juge-suppléant an tribunal civil de la Seine en 1806, juge titulaire en 1809, il est un des premiers à signer en 1814 la déclaration suivante : « Le tribunal de première instance exprime au Sénat et au gouvernement provisoire sa profonde reconnaissance pour le décret qui prononce la déchéance de Napoléon Bonaparte (sic). Il forme le vœu le plus ardent pour que le sceptre de Louis XVI soit replacé dans les mains de Louis XVIII, son légitime successeur. »
Toutefois, lorsque Napoléon Ier revint de l'île d'Elbe, M. Chardel lui prête de nouveau serment. Sous la Restauration française, il conserve encore ses fonctions judiciaires.
Ayant manifesté, dans les dernières années du règne de Charles X, des tendances « constitutionnelles » et libérales, il est choisi le 21 avril 1828, par les électeurs du 6e arrondissement de Paris pour les représenter à la Chambre des députés, il vote plusieurs fois avec l'opposition, et s'élève à la tribune contre l'institution des juges-auditeurs, « par cette raison qu'elle créait des magistrats amovibles, et plaçait ainsi la justice dans les mains du pouvoir ».
Réélu député le 12 juillet 1830, M. Chardel prend part aux journées de Juillet et préside un comité insurrectionnel. La commission municipale le nomme directeur général des postes ; mais à l'avènement du ministère Guizot, il échange ces fonctions contre celles de conseiller à la Cour de cassation (27 août). Cette promotion l'oblige à demander à ses électeurs le renouvellement de son mandat : il l'obtient le 21 octobre mais n'est pas réélu au renouvellement général de 1831. Il rentre, d'ailleurs, à la Chambre, le 10 août 1833, en remplacement de M. de Rambuteau, nommé préfet de la Seine, le 1er collège électoral de Saône-et-Loire (Mâcon), l'ayant élu par 134 voix (252 votants, 333 inscrits.) Il vote, jusqu'à la fin de la législature, pour le gouvernement.
Il meurt le 9 février 1847 à Paris.

## Vie familiale
Casimir Chardel épouse, en 1817, Catherine Angélique Eugènie Dumesnil de Merville (1797 - avant 1868) fille d'Aurélien Dumesnil de Merville (1772 - vers 1835), commissaire des guerres (1794), avocat à la Cour de cassation (1803), maire de Bazainville (1809) et de Catherine Angélique Laurent. Ils ont quatre filles, toutes nées à Paris.

## Pour approfondir